# Resident Evil: apocalipsis
Resident Evil: Apocalypse (Resident Evil 2: Apocalipsis en español) es una película de ciencia ficción, acción y terror de 2004, dirigida por Alexander Witt y escrita por Paul W.S. Anderson. Una secuela directa de Resident Evil (2002), es la segunda entrega de la serie de películas Resident Evil, que se basa vagamente en la serie de videojuegos del mismo nombre. La película marca el debut de Witt como director de largometrajes; Anderson, el director de la primera película, rechazó el trabajo debido a otros compromisos, aunque se mantuvo como uno de sus productores. Milla Jovovich retoma su papel de Alice, y la acompañan Sienna Guillory como Jill Valentine y Oded Fehr como Carlos Olivera.
Resident Evil: Apocalypse se desarrolla directamente después de los eventos de la primera película, donde Alice escapó de una instalación subterránea invadida por zombis. Ahora se une a otros supervivientes para escapar del brote zombi que se ha extendido a la cercana Raccoon City. La película toma elementos de varios juegos de la saga Resident Evil, como los personajes Valentine y Olivera y el villano Némesis. El rodaje se llevó a cabo en Toronto, en lugares como el Ayuntamiento de Toronto y el Viaducto Príncipe Edward.
Resident Evil: Apocalypse recibió "críticas generalmente desfavorables" en Metacritic y se convirtió en la película con la calificación más baja de la serie Resident Evil en Rotten Tomatoes, con una calificación del 19%. A pesar de ello, recaudó 129,3 millones de dólares a nivel mundial con un presupuesto de 45 millones, superando la recaudación de taquilla de la película original. Le siguió Resident Evil: Extinction en 2007.

## Argumento
Después del brote del virus-T en el laboratorio subterráneo La Colmena, un grupo de científicos abre la instalación para investigar lo que ocurrió luego de capturar a Alice Abernathy y Matt, pero en el trayecto son atacados por los zombis y mutantes del virus-T. Más tarde, un equipo manda a evacuar a los principales científicos de la Corporación Umbrella, incluyendo a Ángela Ashford, hija de un científico muy importante de la compañía, Charles Ashford. En el trayecto, su transporte choca con un camión y ella logra sobrevivir, pero no consigue salir de la ciudad. Trece horas después, el virus llega a la ciudad y Jill Valentine se prepara para combatir a los infectados mientras desde su casa ve en su televisor a una periodista de Raccoon 7 informando del caos que se desata en las calles. Al llegar a la jefatura de policía, comienza a disparar a los infectados y libera a un preso llamado LJ. Luego les dicen a todos que salgan de la ciudad. Mientras tanto, el mayor Timothy Cain activa el programa Alice y ella despierta en el hospital abandonado, Al salir ve a la ciudad devastada y toma un rifle de una patrulla.
Los ciudadanos se amontonan en el puente principal de la ciudad, conocido como Ravens Gate, que es la única ruta de evacuación. Jill Valentine se encuentra con su compañero Peyton, pero inesperadamente una persona infectada muere y se transforma en un zombi, mordiendo a Peyton. En ese momento, Cain ordena cerrar la salida, dejando a miles de personas atrapadas, pero se alejan del puente, ya que se ordena el uso de armas. Mientras tanto, en un helicóptero, Carlos Olivera junto con Nicholai Ginovaef y Yuri Loginov ven a una mujer siendo atacada por los zombis en la azotea de un edificio. Cuando llegan intentan salvarla pero ella se suicida saltando desde la azotea, luego de haber sido mordida. Después, Cain se reúne con Charles Ashford, donde le sugiere que se vaya junto con los otros, pero él se rehúsa ya que su hija no logró salir. Más tarde, en su computadora, la rastrea y la encuentra escondida en su escuela, pero necesita ayuda para poder salvarla. Mientras rastrea a Angela, encuentra a Alice. Por su parte, Alice comienza a prepararse para luchar contra los zombis, entonces comienza a recordar lo que le sucedió en el hospital y se da cuenta de que está infectada masivamente. Más tarde, Ashford también rastrea a Jill, Peyton y Terry Morales (quien decide acompañarlos). Los tres se dirigen a la catedral de la ciudad y se encuentran con un hombre llamado Angus. Jill va a investigar, ya que escucha ruidos raros, y descubre que un sacerdote tenía a su hermana amarrada, pero esta ya era una zombi, Jill intenta dispararle pero el sacerdote se atraviesa y el zombi lo muerde a él, así que Jill les dispara a ambos. Terry intenta escapar al oír los disparos, así que abre la puerta, pero allí se encuentran muchos más zombis, por lo cual atrancan la puerta. Pronto se dan cuenta de que dejaron entrar a algunos lickers, mutantes del virus-T. Angus trata de huir pero un licker lo mata. En ese momento, llega Alice en una motocicleta, salta y le dispara al tanque de gasolina provocando una explosión, con lo cual logra matar a uno de los lickers. Luego le dispara a una cruz que se encuentra arriba de otro licker, así lo atrapa y luego le vuela la cabeza. Al tercero y último le avienta una banca y le dispara.
LJ logra escapar de la jefatura y roba un vehículo para huir, pero choca al distraerse con zombis prostitutas. Mientras, en otro lugar, una brigada de combate lucha con los zombis pero Yuri es mordido e intentan escapar, dejando a merced de los zombis al resto de los policías. Alice y los demás se encuentran en un cementerio, donde descubren que Peyton está infectado, pero Jill impide que ella le dispare cuando inesperadamente son atacados por zombis que salen de la tierra y uno toma a Terry de una pierna. Alice y Jill matan a algunos, pero Alice, Jill, Peyton y Terry escapan, porque son demasiados. Cuando la contaminación por el virus-T llega a niveles críticos, Cain ordena que se active el programa Némesis. Más tarde manda un helicóptero y es divisado por Carlos y su equipo, pero no los rescata, y ven que dejaron en el hospital estuches de armas (para el proyecto Némesis). Carlos es mordido por Yuri, convertido en un zombi, pero logra dispararle.
Después, LJ busca un auto para escapar. Cuando un francotirador le dispara a un zombi que estaba por atacarlo, llega a un teatro donde está el escuadrón de rescate de S.T.A.R.S., cuando inesperadamente llega Némesis y una de sus operadoras altera los protocolos, ordenándole a Némesis que mate a todos los miembros de S.T.A.R.S., logrando liquidar a todos menos a LJ, ya que el programa no lo identifica como miembro, sino como un civil armado. 
Mientras, Alice y los demás son interrumpidos por una llamada proveniente de un teléfono público, que resulta ser de Charles Ashford. Ashford propone un trato: él les dirá cómo salir de la ciudad si logran rescatar a su hija Ángela, ya que nadie los podrá ayudar y por lo tanto ordenarán una "desinfección", que resulta ser un misil nuclear de 5 megatones. Después, en un puente, Némesis los encuentra y le dispara a Peyton, matándolo, y Alice lucha contra él mientras los demás escapan. Después, Jill intenta encender una camioneta cuando es sorprendida por el zombi de Peyton, y ella le dispara y así ella y Terry escapan. Cuando después se encuentran con LJ y se une con ellas, al llegar a la escuela, se separan y Terry encuentra a una chica pensando que es Angela pero resulta ser una zombi. Terry es rodeada por zombis escolares y la chica muerde a Terry de una pierna y la derriba, y Terry es asesinada por los zombis escolares. Luego llega Jill y ve que es demasiado tarde para ayudarla, pero logra encontrar a Ángela y toma su cámara de video, mientras que LJ se encuentra con Carlos Olivera. 
Más tarde, Jill trata de salir pero es atacada por zombis doberman, llega Nicholai y les dispara pero uno de los perros ataca a Nicholai junto con otros dos más, matándolo instantáneamente. Más tarde, Jill intenta quemar el lugar con gas de las estufas de la cocina, pero no lo consigue debido a que su encendedor se apaga. Un momento después llega Alice, lanza un cigarrillo encendido y logra hacer explotar la cocina junto con los doberman, y después ve que Ángela está infectada masivamente. Ella cuenta que su padre fue el creador del virus-T con el objetivo de ayudarla a mejorar su condición médica, pero la corporación Umbrella le quitó su invento para usarlo para sus propios fines. En ese momento, llega LJ junto con Carlos, y descubre que su compañero está muerto. Alice ve que también está infectado, pero Ángela tiene el antivirus, que es la cura del virus-T. Alice le inyecta el antídoto a Carlos, logran escapar y llegan a la alcaldía, donde está un helicóptero tal y como dijo Ashford, pero Cain se entera de lo que hace y cambia los planes. Alice combate a los guardias y le dice al piloto que despegue, pero Cain llega de sorpresa.
En ese momento, llega Némesis y Cain le dice a Alice que combata con él, a lo que ella se niega. Él le dice que si no lucha morirán todos y le dispara a Charles Ashford, matándolo, por lo que ella no tiene más opción que pelear contra Némesis. Ella pelea y logra derrotarlo, pero cuando se da cuenta de que él es Matt, su amigo, con el que había logrado escapar de La Colmena, se niega a matarlo. Cain, decepcionado, ordena a Némesis que la mate pero este decide traicionar a Umbrella permitiéndole a Alice y a los demás escapar, causando su muerte en el progreso al defender a Alice de unos agentes de Umbrella. Cain ordena la desinfección y, en eso, es noqueado por LJ. Cuando escapan del helicóptero Alice tira a Cain y los zombis logran entrar al complejo y Cain les dispara. En un momento desesperado se intenta suicidar, pero se le acaban las balas y muere en manos del zombi de Charles Ashford y otros zombis. Los demás logran escapar, pero se detona la bomba y la onda expansiva alcanza al helicóptero. Una herramienta se dirige hacia Angela pero Alice la salva y el tubo se clava en su estómago, matándola, aparentemente. El helicóptero cae en el río de las montañas Arklay. Dos horas más tarde, el Dr. Isaacs y su equipo se dirigen a la zona cero y encuentran el cuerpo de Alice. Después en un noticiero pasan la tragedia de Raccoon City mostrando el contenido de la cámara de video de Terry Morales, pero la Corporación Umbrella descarta eso como una broma y dice que un reactor nuclear estalló, causando una tragedia. Luego de esto, Carlos Olivera y Jill Valentine son buscados por la policía.
Tres semanas después, en el centro de investigación médica de la Corporación Umbrella, en Detroit, el Dr. Isaacs logra restaurar a Alice. Ella está en una cámara, sumergida en líquido, desnuda y conectada a tubos. Cuando despierta, comienza a tener recuerdos de lo sucedido, y cuando le preguntan su nombre ella responde que Alice y los comienza a atacar, logrando escapar de la instalación. Más tarde, llegan Carlos, Jill y LJ e intentan salir con identificaciones falsas. Después, el Dr. Isaacs les dice que se vayan y da el programa Alice iniciado. En un primer plano se muestran los ojos de Alice con el logotipo de Umbrella y su visión es de una computadora, y finalmente es rastreada por un satélite de Umbrella.

## Reparto
- Milla Jovovich como Alice Abernathy; en esta saga, se muestra cómo ha desarrollado sus habilidades, pues tiene implantado en su interior el virus-T. Es perseguida por Némesis.
- Sienna Guillory como Jill Valentine; es miembro de los S.T.A.R.S. Su papel es encontrar a Angela Ashford y también es perseguida por Némesis.
- Oded Fehr como Carlos Olivera; es un mercenario enviado a Raccoon City en la misión de Umbrella para mantener el virus en la ciudad.
- Thomas Kretschmann como Timothy Cain; el antagonista de la película. Ejecutivo de Umbrella en Raccoon City, es el encargado de mantener la cuarentena en la ciudad y de los proyectos Némesis y Alice. Finalmente muere en mano de los zombis.
- Sophie Vavasseur como Angela Ashford; hija del doctor Charles Ashford. Al ser evacuada en automóvil, chocó con su transporte y no logró salir de la ciudad. Escapa de ésta con la ayuda de Alice y los demás.
- Sandrine Holt como Terri Morales; periodista del canal Raccoon 7 de Raccoon City. Acompaña a los miembros de S.T.A.R.S., Jill Valentine y Peyton Wells, mientras filma con su cámara de vídeo. Muere en la escuela de Raccoon City por los niños zombis.
- Raz Adoti como Peyton Wells; miembro de los S.T.A.R.S y compañero de Jill Valentine. Es infectado, y al convertirse en un zombi lo mata Jill, ya que él la estaba atacando.
- Jared Harris como Dr. Charles Ashford; está a cargo de la división genética viral de la Corporación Umbrella. Guía a Alice y a los demás para que escapen de la ciudad y salven a su hija. Muere al ser disparado por Cain, antes de resurgir como un zombi.
- Mike Epps como L.J. ; preso arrestado por la policía de Raccoon City, hasta ser liberado por Jill Valentine al tratar de salir de la ciudad. Escapa con la ayuda de Alice y los demás.
- Iain Glen como Dr. Sam Isaacs: científico del centro de investigación médica de la Corporación Umbrella, en Detroit. Restaura a Alice y la vuelve como un arma, llamándola "Programa Alice".
- Matthew G. Taylor como Nemesis; en realidad es Matt, sobreviviente de la primera película. El objetivo de esta bioarma es eliminar a los S.T.A.R.S. (Escuadrón Táctico de Rescates Especiales) y al proyecto Alice como una forma de probar su efectividad en batalla contra soldados elite. Tras recobrar su memoria protege a Alice, contradiciendo su programación, y luego es aplastado y muerto por un helicóptero que él mismo derribó para proteger a Alice.
- Eric Mabius como Matt Addison; el hombre que logró huir de La Colmena junto con Alice. Comenzó a mutar después de huir ya que un Licker logró arañarlo; los técnicos de Umbrella se lo llevaron para experimentar con él hasta convertirlo en el proyecto Nemesis. Solo aparece en recuerdos de Alice (tomas de archivos de la primera entrega).
- Zack Ward como Nicholai Ginovaef; soldado de Umbrella y compañero de Carlos Olivera, quien también van en busca de Ángela Ashford. Muere asesinado por los Cerberus (doberman infectados).
- Stefen Hayes como Yuri Loginov; un agente de la corporación Umbrella que fue enviado a Raccoon City (sin saberlo) a contener a los infectados del virus-T. Sin embargo, cuando el virus se hace imposible de contener, es abandonado a su suerte por sus superiores. Muere al convertirse en un zombi y ser rematado por Carlos Olivera.

## Recepción y crítica
La película fue la única de la saga en ser duramente criticada tanto por algunos fanáticos de los videojuegos originales como por los críticos. Las reacciones entre los críticos fueron pobres. El sitio web especializado Rotten Tomatoes le dio un puntaje de 21 % (3.9 de 10), basado en 123 críticas profesionales.
El sitio web Metacritic le dio un 55 %, basado en 26 críticas.
Leonard Maltin, en su libro Leonard Maltin's Movie Guide, la llamó «una tediosa secuela de Resident Evil que parece más una adaptación».
Roger Ebert, del Chicago Sun-Times, le dio a la película 2 estrellas y media de cuatro, argumentando: «La película es una pérdida de tiempo total. No hay razón para producirla, más que para hacer dinero. Es una zona muerta, un filme sin interés, ingenio, imaginación, violencia entretenida o grandes efectos especiales».
A pesar de esto la película superó en taquilla a su predecesora, recaudando $129.394.835 de dólares en todo el mundo y asegurando así su continuación con Resident Evil: Extinción (2007).